# جون لوندبيرغ (فنان)
جون لوندبيرغ (بالإنجليزية: John Lundberg)‏ هو فنان ومنتج أفلام بريطاني، ولد في 5 ديسمبر 1968 في لندن في المملكة المتحدة.

## وصلات خارجية
- جون لوندبيرغ على موقع IMDb (الإنجليزية)
- جون لوندبيرغ على موقع قاعدة بيانات الفيلم (الإنجليزية)